# 佐治一成
佐治一成，出生於永祿3年（1569年），卒於寬永11年（1634年），是日本戰國時代的武將。織田氏家臣。通稱與九郎，是尾張大野城主佐治信方的嫡男，母親是織田信秀之女，即織田信長之妹阿犬之方，正室是織田信長的外甥女小督。

## 生平
佐治氏世代領有知多半島的大部分，控制當地水軍，對伊勢灣的海上交通有很大的影響力，在今川義元死後歸降於威勢大盛的織田信長。
後來佐治一成的父親佐治信方在進攻伊勢長島的一向一揆時戰死，由佐治一成繼任家督，因為他尚值年少，便由祖父佐治為景輔佐行政。
在織田信長死後，跟隨羽柴秀吉，但在小牧長久手之戰時支援織田信雄，因此在戰後被羽柴秀吉沒收領地，並和小督離婚。失去領地的佐治一成後來投靠伊勢的舅父織田信包，傳說在伊勢期間他娶了織田信長之女阿振為妻，後跟著織田信包移封至丹波柏原，於66歲時死於京都。